# Berliner Union-Film
Die Berliner Union Film GmbH & Co. KG ist ein Mediendienstleister und Studiobetreiber für Fernsehen und Film, gelegen in der Oberlandstraße in Berlin-Tempelhof.

## Geschichte

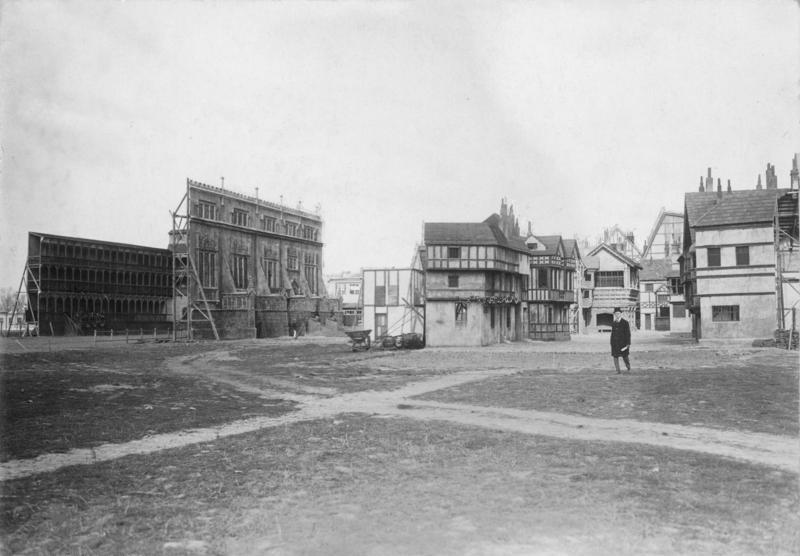
Gelände der UFA in Tempelhof mit den Kulissen für den Golem 1920

Alfred Duskes gründete am 28. Dezember 1912 die Literaria Film und errichtete im Frühjahr 1913 ein Glashaus. Kurz danach baute direkt nebenan Paul Davidson für seine Projektions-AG „Union“, die erste deutsche Film-Produktion, ein Kinoatelier nach den Plänen von Bruno Buch. 1920 wurde dort Der Golem, wie er in die Welt kam gedreht. Das Atelier ging 1925 endgültig an die UFA, die hier unter anderem Der blaue Engel produzierte. Zu dieser Zeit ging man von Sonnenlicht auf das beständigere Kunstlicht über, was die Glashäuser obsolet machte. Von 1933 bis 1935 wurde es um das Studio 1 von Otto Kohtz erweitert. 1937 wurde das Gelände von der Terra Film genutzt. Dort wurden z. B. die Studioaufnahmen zu Große Freiheit Nr. 7 gedreht. Am 26. April 1945 stürmten die russischen Truppen die Oberlandstraße in Tempelhof, als Helmut Weiss grade den Film: Sag' die Wahrheit produzierte. 
Nach 1945 wurden in Tempelhof zunächst sowjetische Spielfilme synchronisiert. Es entstanden aber auch Filme wie die Berliner Ballade. Nach dem Konkurs der UFA wurde dort 1963 die Deutsche Synchron Filmgesellschaft von Karlheinz Brunnemann gegründet, die in der Phoenix Film aufgegangen ist und ebenfalls in Tempelhof beheimatet ist. Am 1. Januar 1964 wurde dort die Berliner Union Film als Studio-Betrieb in Erinnerung an die Produktions-AG „Union“ durch Becker und Kries gegründet. 1968 wurde mit dem Sender Freies Berlin ein Kooperationsabkommen geschlossen. Er realisierte dort viele Kino- und Fernsehproduktionen, partiell auch das Hollywood-Musical Cabaret. Das ZDF vergab durch die Nähe zum Flughafen Berlin-Tempelhof an die Union-Film zahlreiche Aufträge wie: Kennzeichen D, Der große Preis oder die ZDF-Hitparade. 

## Unternehmen

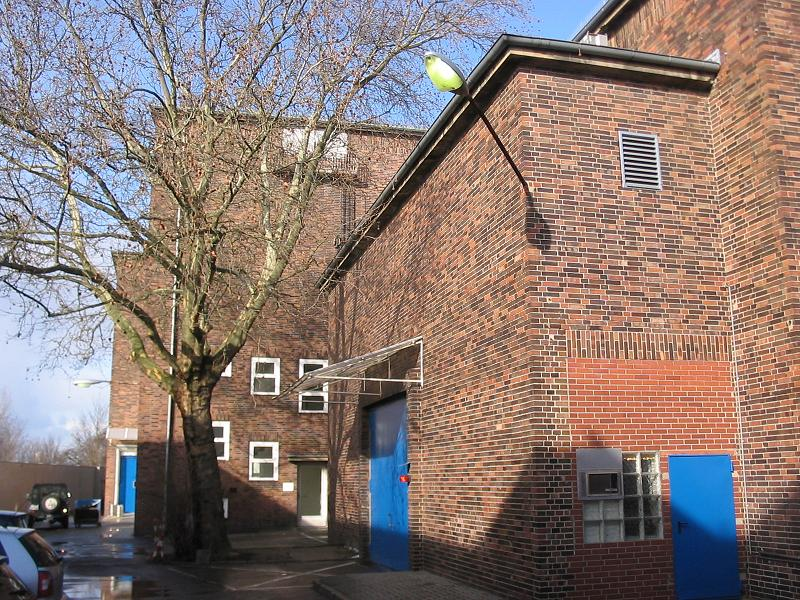
Studio 1 der UFA von 1933 bis 1935, heute: Berliner Union-Film

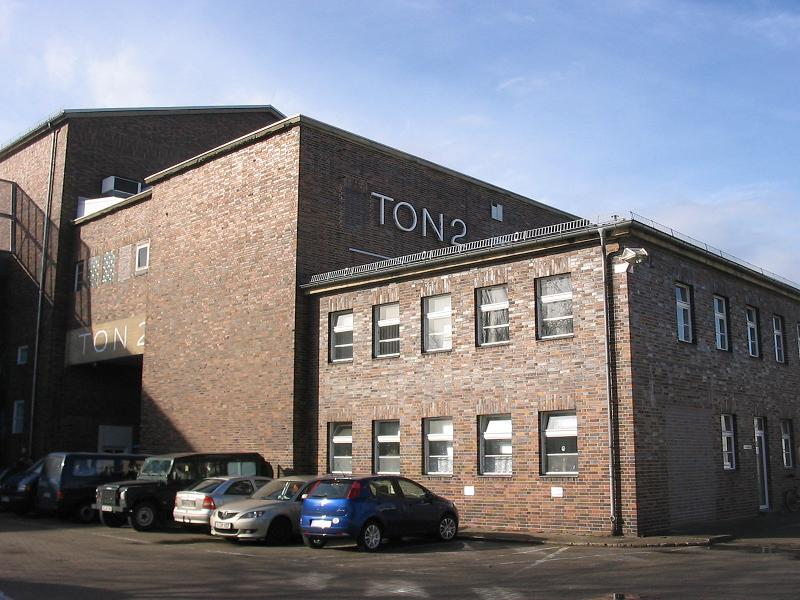
Tonstudio 2

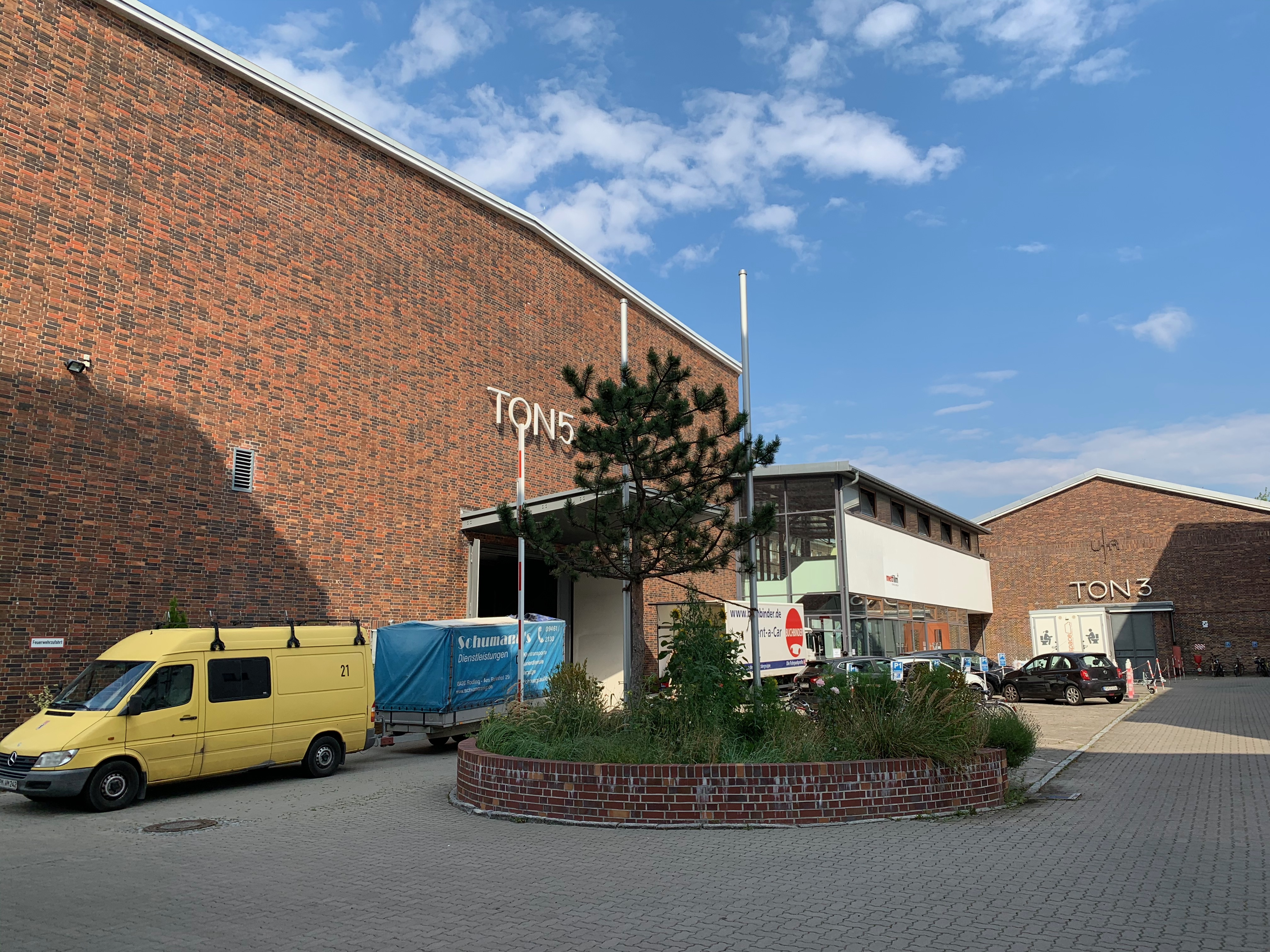
Filmateliers der Berliner Union Film GmbH im Jahr 2020

Der BUFA Campus ist ein Filmcampus in der Nachbarschaft des ehemaligen Flughafen Tempelhof. Die ersten Studios wurden 1912 erbaut. Mit ihrer über 100-jährigen Geschichte in Filmen spielten die BUFA eine wesentliche Rolle bei der Herstellung  zahlreicher Medienformate. 
„Der Golem“ (1920) von Carl Boese und Paul Wegener; „Der Blaue Engel“ (1930) von Josef von Sternberg mit Marlene Dietrich; Walt Disneys „Emil und die Detektive“ (1964); und Bob Fosses „Cabaret“ (1972) wurden alle in den Studios der BUFA gedreht. 
BUFAs Ton- und Bildpostproduktionen sind seit mehr als 60 Jahren wichtiger Bestandteil für deutschsprachige und internationale Filmprojekte.